# Juventude Comunista da Catalunha

Logo da Juventude Comunista da Catalunha

A Juventude Comunista da Catalunha (Catalão:Joventut Comunista da Catalunya) era a ala juvenil do Partido Socialista Unificado da Catalunha (PSUC) e a atual ala juvenil dos Comunistas da Catalunha. A JCC foi formada como uma organização clandestina em 1970. O secretário geral fundador foi Domenech Martínez. Em 1971 a JCC participou da fundação da Comissão Permanente da Assembleia da Catalunha (Comissió Permanente de l' Assemblea de Catalunya).
O órgão central da JCC foi Jove Guàrdia e mais tarde "Jovent". Em Barcelona, a JCC publicou a Juventud e em Tarragona publicou o Demà. Atualmente, a JCC publica o Maig.
Mais tarde, a JCC dissolveu-se no JambI . Em 2014, foi refundada como a fusão das alas da juventude do Partido dos Comunistas da Catalunha (PCC) e do PSUC viu.